# 니시노미야역 (한신 전기철도)
니시노미야역(일본어: 西宮駅, にしのみやえき)은 일본 효고현 니시노미야시에 있는 철도역이다. JR 고베선 니시노미야역과는 도보로 10~15분 정도 떨어져있다.

## 역 구조
보통과 쾌속급행, 특급이 정차하며 급행은 이 역에서 시종착한다. 단, 평일 아침 출근시간대에만 운행하는 구간특급은 이 역에 정차하지 않는다.
| 1 | ■ 본선(상행 대피선） | 고시엔·아마가사키·노다·후쿠시마·오사카(우메다) 방면     |
| 2 | ■ 본선(상행 본선）   | 고시엔·아마가사키·노다·후쿠시마·오사카(우메다) 방면     |
| 3 | ■ 본선(하행 대피선） | 아시야·우오자키·미카게·산노미야·스마·아카시·히메지 방면 |
| 4 | ■ 본선(하행 본선）   | 아시야·우오자키·미카게·산노미야·스마·아카시·히메지 방면 |

## 역 주변
- 니시노미야 시청(市廳)
- 니시노미야 신사
- 국도 2호선

## 버스 노선

### 한신 버스
정류장 이름은 북구가 '한신 니시노미야', 남구가 '한신 니시노미야 남구'이다.
| 승강장 | 승강장 | 노선                    | 목적지                              | 비고                                             |
| ------ | ------ | ----------------------- | ----------------------------------- | ------------------------------------------------ |
| 북쪽   | 1      | 니시노미야야마테선      | 1: 서쪽 방향                        |                                                  |
| 북쪽   | 1      | 주린지선                | 7-1: 서쪽 방향                      | 니시노미야 고리야마 고등학교 앞의 비 순차적 이유 |
| 북쪽   | 2      | 니시노미야야마테선      | 2: 동쪽 방향                        | 일부 JR 니시노미야 경유                          |
| 북쪽   | 2      | 주린지선                | 7-2: 동쪽 방향                      | 평일 저녁 2편만 한큐 슈쿠가와 경유               |
| 북쪽   | 3      | 아마가사키 니시노미야선 | 한신 아마가사키                     |                                                  |
| 북쪽   | 4      | 니시노미야단지선        | 하마코시엔 단지 방면                |                                                  |
| 북쪽   | 5      | 니시노미야키타구치선    | 니시노미야 키타구치                 | 토, 일, 공휴일 1편만 운행                        |
| 북쪽   | 6      | 니시노미야 고베선       | 고베 세관 앞                        |                                                  |
| 북쪽   | 7      | 니시노미야 고시엔선     | 한신 고시엔                         | 토, 일, 공휴일 1편만 운행                        |
| 남쪽   | 1      | 마리나파크선            | 마리나파크 방면/니시노미야하마 중앙 |                                                  |
| 남쪽   | 2      | 니시노미야하마테선      | 하마테 순환                         |                                                  |

## 역사
- 1905년 4월 12일: 영업 개시.
- 1995년 1월 17일: 한신·아와지 대지진으로 피해를 입었기 때문에 영업 휴지.
- 1995년 1월 26일: 영업 복귀.
- 1998년 5월 30일: 하행 입체화.
- 2001년 3월 3일: 상행 입체화, 니시노미야히가시구치 역(일본어: 西宮東口駅, にしのみやひがしぐちえき)을 통합 및 폐지함.

## 사진

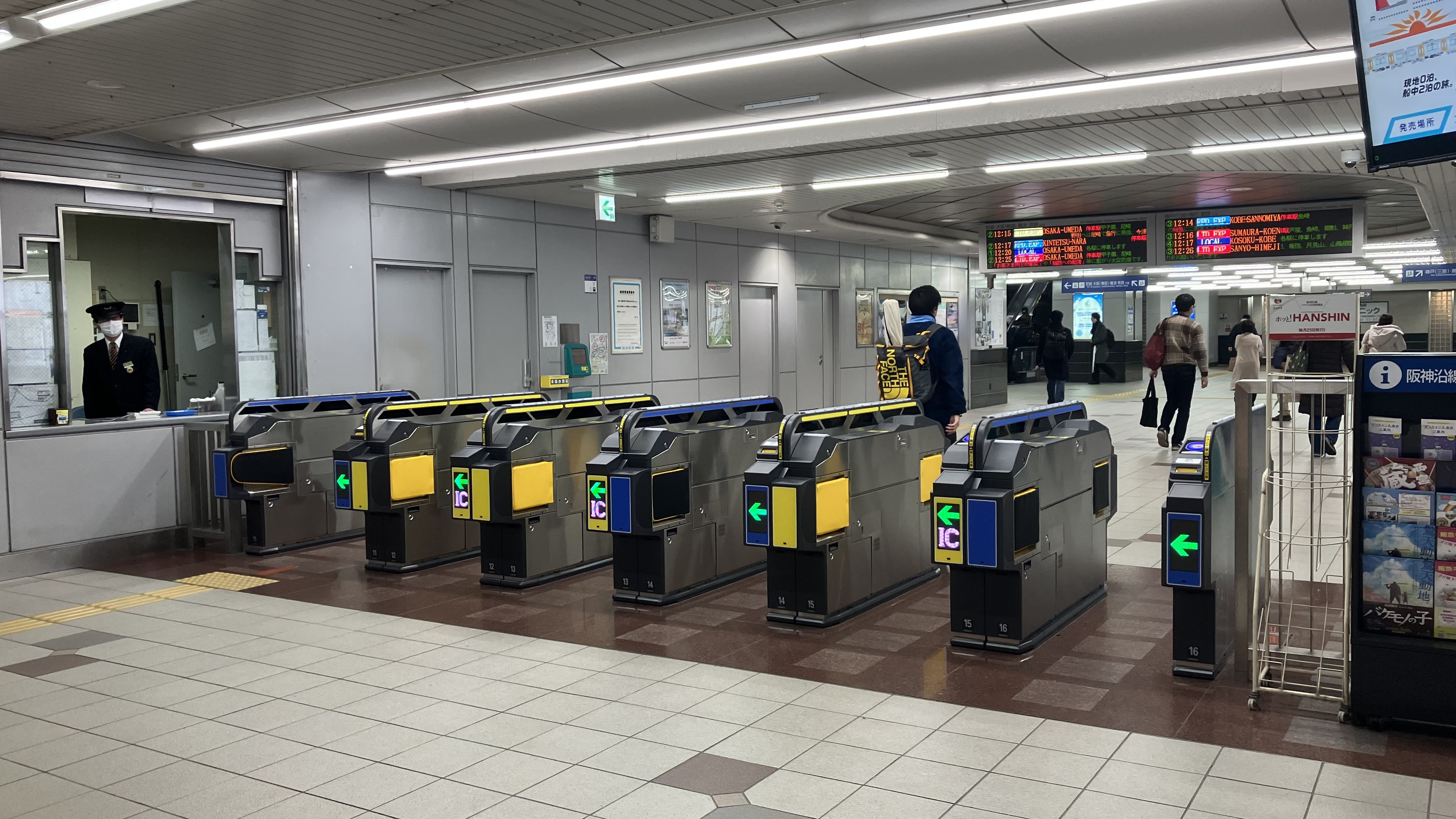
에비스 구
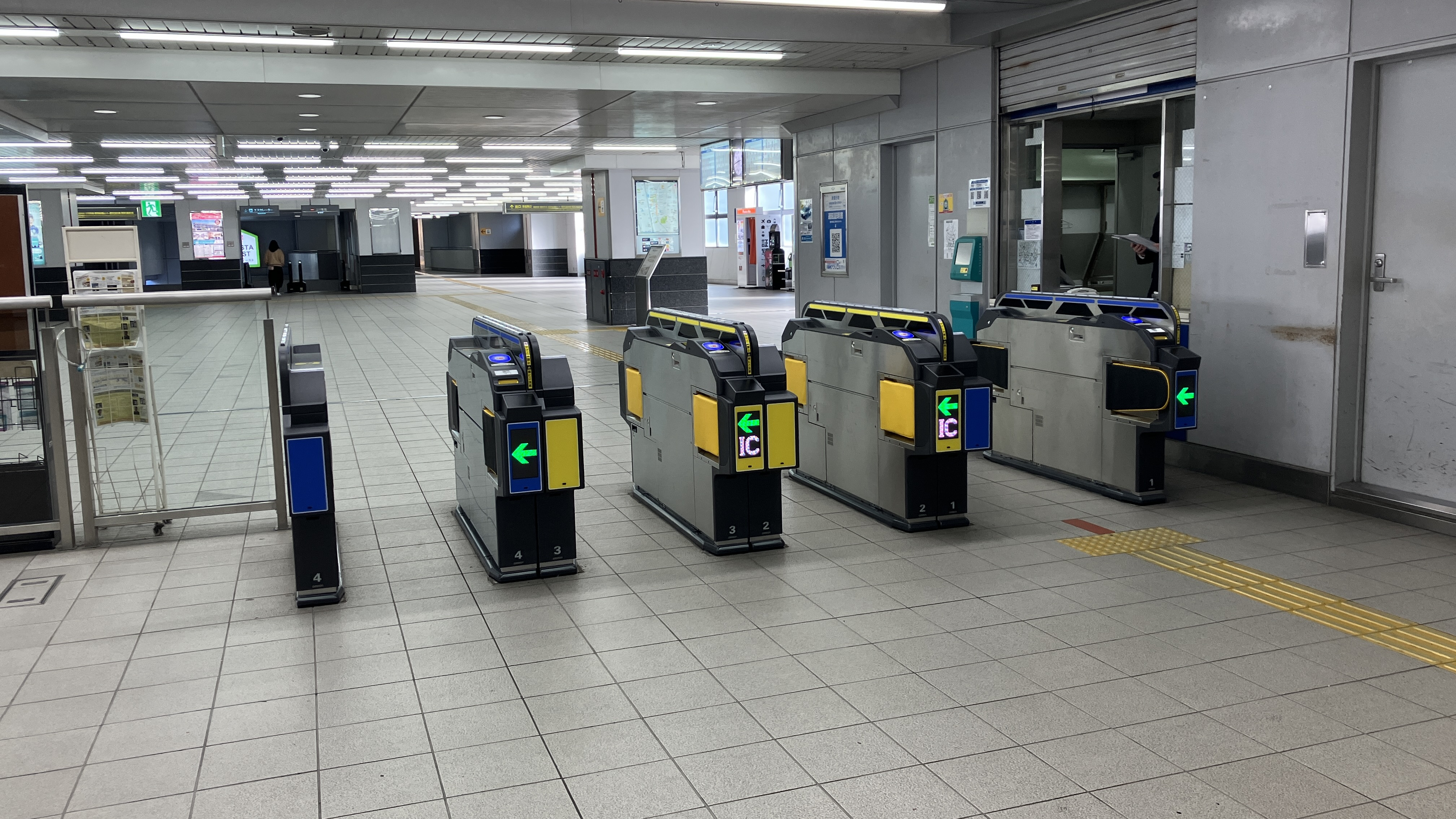
시청구